# Durup Kirke (Rebild Kommune)
 For alternative betydninger, se Durup Kirke. (Se også artikler, som begynder med Durup Kirke)
Durup Kirke ligger i landsbyen Durup, ca. to kilometer nord for Nørager og ca. 11 kilometer sydøst for Aars. Under en restaurering af kirken i 1885 fandt man et fragment af en runesten, den såkaldte Durupsten. Stenen kom til Nøragergård, hvor den blev opstillet i haven. En moderne runesten blev samme år opstillet ved kirken til minde over Hjalmar Hjorth fra Nøragergård, som døde som syvårig.

## Eksterne kilder og henvisninger
1. ↑  "Runesten, herregårdsbrand og et tæskehold i Kongens Tisted at Runer og mønter". Arkiveret fra originalen 24. april 2016. Hentet 15. april 2016.
2. ↑  "Runer, indskrift og billeder af: Durup-sten". Arkiveret fra originalen 13. april 2016. Hentet 15. april 2016.

- Durup Kirke Arkiveret 31. januar 2011 hos  Wayback Machine hos nordenskirker.dk
- Durup Kirke Arkiveret 2. februar 2012 hos  Wayback Machine hos KortTilKirken.dk

- Wikimedia Commons har flere filer relateret til Durup Kirke (Rebild Kommune)